# 六地蔵村
六地蔵村（ろくじぞうむら）は、京都府（山城国）の現在の京都市伏見区と宇治市にまたがって存在した村。

## 概要
小野篁が852年（仁寿2年）に一本の桜の木から6体の地蔵菩薩像（京都六地蔵）を作り、紀伊郡木幡の里にある大善寺に祀ったことより、周辺は六地蔵村と呼ばれるようになる。奈良街道の北行きはここで深草方面と髭茶屋追分方面に分岐する。
桃山時代から江戸時代初期にかけては、伏見城の城下町に取り込まれ、街道筋の町家のまわりにも大名屋敷が立ち並び、伏見城を中心とした中央政治都市の一部を成す。西町には伏見奉行、上方郡代と江戸幕府成立期の畿内近国支配に重要な役目を果たした小堀政一（遠州）の屋敷があった。遠州の屋敷は、寛永9年（1632年）、清水谷にあった奉行所とともに常磐町に移転するが、六地蔵村は幕末まで伏見奉行の管轄下に置かれる。
明治22年（1889年）の町村制の施行により山科川以西は紀伊郡堀内村大字六地蔵となるも、昭和6年（1931年）京都市に編入された際に地名が消滅する。一方の山科川以東は宇治郡宇治村の一部となり現在の京都府宇治市六地蔵の地名の由来となっている。